# باري هولويل
باري هولويل هو عالم عقيدة وقسيس كندي، ولد في 14 أبريل 1948 في بوسطن في الولايات المتحدة، وتوفي في 17 أغسطس 2016 في كالغاري في كندا.